# بينك أندرسون
بينكي "بينك" أندرسون (بالإنجليزية: Pink Anderson، وٌلد فبراير 1900) كان مغني بلوز أمريكيًا وعازف جيتار.

## الحياة والمسيرة المهنية
وُلد أندرسون في لورنس في كارولاينا الجنوبية، ونشأ في مدن قريبة مثل غرينفيل وسبارتانبرغ. في عام 1914، انضم إلى الدكتور ويليام آر. كير من شركة "الدواء الهندي" للترفيه عن الحشود، بينما كان كير يحاول بيع مزيج يُزعم أن له خصائص طبية. خلال هذه الفترة، كان أندرسون يعمل أحيانًا مع الموسيقي "العمى سيمّي دولي" في منطقة سبارتانبرغ، حيث سجل معه في عام 1928 لصالح شركة كولومبيا. في الخمسينات، جاب أندرسون البلاد مع ليو "الزعيم ثانديركلاود" كاهدوت من قبيلة "بوتاواتومي"، ومع عرضه الطبي، وغالبًا ما كان يصاحبه عازف الهارمونيكا آرثر "بيغ ليغ سام" جاكسون، الذي كان مقيمًا في جونسفيل، كارولاينا الجنوبية.
سُجل أندرسون بواسطة الباحث الفولكلوري بول كلايتون في معرض ولاية فيرجينيا في مايو 1950. قام بتسجيل ألبوم في أوائل الستينات وقدم عروضًا في بعض الأماكن الحية. ظهر في فيلم "The Bluesmen" (رجل البلوز) عام 1963. قلل أندرسون من نشاطاته في أواخر الستينات بعد إصابته بسكتة دماغية. لم تكن محاولات الباحث الفولكلوري بيتر ب. لواري لتسجيل أندرسون في عام 1970 ناجحة، على الرغم من أنه كان قادرًا أحيانًا على استرجاع بعض قدراته السابقة. جولة أخيرة تمت في أوائل السبعينات بمساعدة روي بوك بندر، أحد طلابه، حيث اصطحبه إلى بوسطن ونيويورك.

توفي أندرسون في أكتوبر 1974 بسبب نوبة قلبية عن عمر يناهز 74 عامًا. دُفن في حدائق لينكولن التذكارية في سبارتانبرغ.
ابن بينك أندرسون، المعروف باسم "ليتل بينك أندرسون" (وُلد في 13 يوليو 1954)، هو موسيقي بلوز يعيش في فيرمليون، داكوتا الجنوبية.
ابتكر سيد باريت، من فرقة "بينك فلويد" البريطانية، اسم الفرقة عن طريق دمج الأسماء الأولى لكل من أندرسون وموسيقي البلوز من كارولاينا الشمالية فلويد كاونسل. وكان قد لاحظ الأسماء في ملاحظات الألبوم الخاص بـ "بلايند بوي فاولر" لعام 1962.

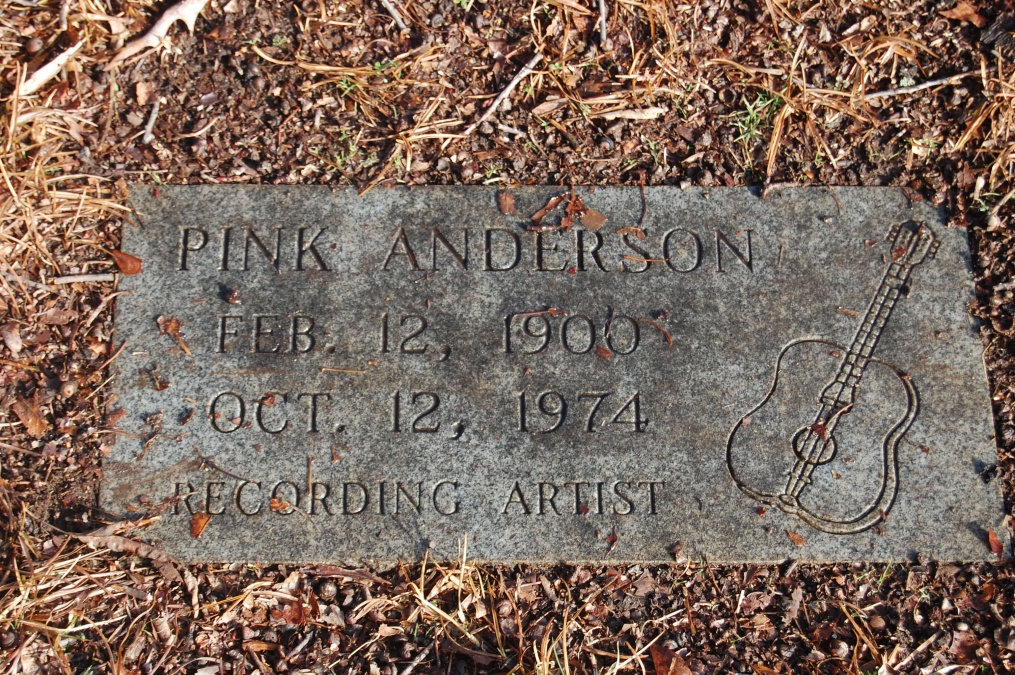
علامة قبر بينك أندرسون